# Carex densicaespitosa
Carex densicaespitosa är en halvgräsart som beskrevs av Lun Kai Dai. Carex densicaespitosa ingår i släktet starrar, och familjen halvgräs. Inga underarter finns listade i Catalogue of Life.